# Dianne de Leeuw
Dianne Margaret de Leeuw (ur. 19 listopada 1955 w Orange) – holendersko-amerykańska łyżwiarka figurowa startująca w konkurencji solistek. Wicemistrzyni olimpijska z Innsbrucka (1976) i uczestniczka igrzysk olimpijskich w Sapporo (1972), mistrzyni świata (1975), mistrzyni (1976) i dwukrotna wicemistrzyni Europy (1974, 1975), 6-krotna mistrzyni Holandii (1971–1976). 
Jej matka pochodziła z Holandii, zaś ojciec ze Stanów Zjednoczonych przez co Dianne posiada podwójne obywatelstwo. Gdy Dianne rozpoczynała karierę łyżwiarską, jej dziadek wyraził swoją prośbę, aby reprezentowała Holandię. 
Po zakończeniu kariery amatorskiej w 1976 roku rozpoczęła występy w rewiach Holiday on Ice i Ice Follies, a następnie zaczęła pracę trenerską w Westminster Ice Palace w kalifornijskim Westminster oraz w Anaheim Ice.
Poślubiła swojego byłego trenera Douga Chapmana.

## Osiągnięcia
| Zawody               | 70–71          | 71–72          | 72–73          | 73–74          | 74–75          | 75–76          |                |                |                |                |                |                |                |                |                |                |                |
| Międzynarodowe       | Międzynarodowe | Międzynarodowe | Międzynarodowe | Międzynarodowe | Międzynarodowe | Międzynarodowe | Międzynarodowe | Międzynarodowe | Międzynarodowe | Międzynarodowe | Międzynarodowe | Międzynarodowe | Międzynarodowe | Międzynarodowe | Międzynarodowe | Międzynarodowe | Międzynarodowe |
| -------------------- | -------------- | -------------- | -------------- | -------------- | -------------- | -------------- | -------------- | -------------- | -------------- | -------------- | -------------- | -------------- | -------------- | -------------- | -------------- | -------------- | -------------- |
| Igrzyska olimpijskie |                | 16             |                |                |                | 2              |                |                |                |                |                |                |                |                |                |                |                |
| Mistrzostwa świata   |                | 17             | 15             | 3              | 1              | 3              |                |                |                |                |                |                |                |                |                |                |                |
| Mistrzostwa Europy   | 19             | 9              | 6              | 2              | 2              | 1              |                |                |                |                |                |                |                |                |                |                |                |
| Prague Skate         |                |                |                | 3              |                |                |                |                |                |                |                |                |                |                |                |                |                |
| Richmond Trophy      |                |                |                | 1              |                |                |                |                |                |                |                |                |                |                |                |                |                |
| Krajowe              |                |                |                |                |                |                |                |                |                |                |                |                |                |                |                |                |                |
| Mistrzostwa Holandii | 1              | 1              | 1              | 1              | 1              | 1              |                |                |                |                |                |                |                |                |                |                |                |